# Keiō Sagamihara-Linie
| Triebzug der Baureihe 8000 im Bahnhof Tama-Center |                                  |                                |                                |
| Streckenlänge: | 22,6 km                          |                                |                                |
| Spurweite: | 1372 mm (63 mm unter Normalspur) |                                |                                |
| Stromsystem: | 1500 V =                         |                                |                                |
| Streckengeschwindigkeit: | 110 km/h                         |                                |                                |
| Zweigleisigkeit: | ganze Strecke                    |                                |                                |
| |                                  |                                |                                |
| Gesellschaft: | Keiō Dentetsu                    |                                |                                |
| \| \| \| ↑ Keiō-Linie \| 1913– \| \| \| \| \| \| \| \| 0,0 \| Chōfu (調布) \| 1953– \| \| \| \| Chōfu (調布) \| 1913–1953 \| \| \| \| \| \| \| \| \| \| \| \| \| \| \| \| \| \| 1,2 \| Keiō-Tamagawa (京王多摩川) \| 1916– \| \| \| \| Tama-gawa \| \| \| \| \| ↔ Nambu-Linie \| 1929– \| \| \| 2,5 \| Keiō-Inadazutsumi (京王稲田堤) \| 1971– \| \| \| \| Misawa-gawa \| \| \| \| \| Keiō-Yomiuri-Land \| \| \| \| 3,9 \| (京王よみうりランド) \| 1971– \| \| \| \| → Sky Shuttle zum Yomiuriland \| \| \| \| 5,5 \| Inagi (稲城) \| 1974– \| \| \| \| ↔ Musashino-Linie \| 1973– \| \| \| \| \| \| \| \| 8,8 \| Wakabadai (若葉台) \| 1974– \| \| \| \| Betriebswerk Wakadabai \| \| \| \| \| → Odakyū Tama-Linie \| 1975– \| \| \| \| 1. Wakadabai-Tunnel \| \| \| \| \| 2. Wakadabai-Tunnel \| \| \| \| \| → Odakyu Nagayama (小田急永山) \| \| \| \| 11,4 \| Keiō-Nagayama (京王永山) \| 1974– \| \| \| 13,7 \| Tama-Center \| Tama-Center \| \| \| \| (多摩センター) \| 1974– \| \| \| \| ← Einschienenbahn Tama \| 2000– \| \| \| \| Kota-gawa \| \| \| \| \| → Odakyū Tama-Linie \| 1990– \| \| \| \| (2 Tunnel) \| \| \| \| 16,0 \| Keiō-Horinouchi (京王堀之内) \| 1988– \| \| \| 18,2 \| Minami-Ōsawa (南大沢) \| 1988– \| \| \| \| Minami-Ōsawa-Tunnel (809 m) \| \| \| \| 20,1 \| Tamasakai (多摩境) \| 1991– \| \| \| \| Sakai-gawa \| \| \| \| \| ↓→ Yokohama-Linie \| 1908– \| \| \| \| → Sagami-Linie \| 1931– \| \| \| 22,6 \| Hashimoto (橋本) \| 1908– \| |                                  |                                |                                |
| |                                  | ↑ Keiō-Linie                   | 1913–                          |
| Strecke (außer Betrieb) · Tunnelanfang |                                  |                                |                                |
| Bahnhof (Strecke außer Betrieb) · Bahnhof (im Tunnel) | 0,0                              | Chōfu (調布)                   | 1953–                          |
| Abzweig quer und von links (Strecke außer Betrieb) · Bahnhof quer (Strecke außer Betrieb) · Abzweig geradeaus und nach rechts (Strecke außer Betrieb) · Strecke (im Tunnel) |                                  | Chōfu (調布)                   | 1913–1953                      |
| Kreuzung mit Tunnelstrecke (Strecke geradeaus außer Betrieb) · Strecke quer (im Tunnel) · Kreuzung mit Tunnelstrecke (Strecke geradeaus außer Betrieb) · Abzweig geradeaus und nach rechts (im Tunnel) |                                  |                                |                                |
| Tunnelende |                                  |                                |                                |
| Abzweig ehemals geradeaus und von links · Strecke quer · Strecke nach rechts |                                  |                                |                                |
| Haltepunkt / Haltestelle | 1,2                              | Keiō-Tamagawa (京王多摩川)     | 1916–                          |
| Brücke über Wasserlauf |                                  | Tama-gawa                      | Tama-gawa                      |
| Kreuzung geradeaus oben |                                  | ↔ Nambu-Linie                  | 1929–                          |
| Haltepunkt / Haltestelle | 2,5                              | Keiō-Inadazutsumi (京王稲田堤) | 1971–                          |
| Brücke über Wasserlauf |                                  | Misawa-gawa                    | Misawa-gawa                    |
| Strecke |                                  | Keiō-Yomiuri-Land              | Keiō-Yomiuri-Land              |
| Haltepunkt / Haltestelle | 3,9                              | (京王よみうりランド)           | 1971–                          |
| Strecke |                                  | → Sky Shuttle zum Yomiuriland  | → Sky Shuttle zum Yomiuriland  |
| Haltepunkt / Haltestelle | 5,5                              | Inagi (稲城)                   | 1974–                          |
| Kreuzung rechts |                                  | ↔ Musashino-Linie              | 1973–                          |
| Brücke über Wasserlauf |                                  |                                |                                |
| Bahnhof | 8,8                              | Wakabadai (若葉台)             | 1974–                          |
| Betriebsstelle Streckenanfang und quer · Abzweig geradeaus und nach rechts |                                  | Betriebswerk Wakadabai         | Betriebswerk Wakadabai         |
| Strecke · Strecke von links |                                  | → Odakyū Tama-Linie            | 1975–                          |
| Tunnel · Tunnel |                                  | 1. Wakadabai-Tunnel            | 1. Wakadabai-Tunnel            |
| Tunnel · Tunnel |                                  | 2. Wakadabai-Tunnel            | 2. Wakadabai-Tunnel            |
| Strecke · Strecke |                                  | → Odakyu Nagayama (小田急永山) | → Odakyu Nagayama (小田急永山) |
| Haltepunkt / Haltestelle · Haltepunkt / Haltestelle | 11,4                             | Keiō-Nagayama (京王永山)       | 1974–                          |
| Strecke · Strecke | 13,7                             | Tama-Center                    | Tama-Center                    |
| |                                  | (多摩センター)                 | 1974–                          |
| Kreuzung mit U-Bahn · Kreuzung mit U-Bahn · U-Bahn-Kopfbahnhof Ende Hochstrecke und quer |                                  | ← Einschienenbahn Tama         | 2000–                          |
| Brücke über Wasserlauf · Brücke über Wasserlauf |                                  | Kota-gawa                      | Kota-gawa                      |
| Strecke · Strecke nach links |                                  | → Odakyū Tama-Linie            | 1990–                          |
| Tunnel |                                  | (2 Tunnel)                     | (2 Tunnel)                     |
| Haltepunkt / Haltestelle | 16,0                             | Keiō-Horinouchi (京王堀之内)   | 1988–                          |
| Haltepunkt / Haltestelle | 18,2                             | Minami-Ōsawa (南大沢)          | 1988–                          |
| Tunnel |                                  | Minami-Ōsawa-Tunnel (809 m)    | Minami-Ōsawa-Tunnel (809 m)    |
| Haltepunkt / Haltestelle | 20,1                             | Tamasakai (多摩境)             | 1991–                          |
| Brücke über Wasserlauf |                                  | Sakai-gawa                     | Sakai-gawa                     |
| Strecke von links · Kreuzung geradeaus oben · Abzweig quer und von rechts |                                  | ↓→ Yokohama-Linie              | 1908–                          |
| Strecke · Strecke · Strecke nach links |                                  | → Sagami-Linie                 | 1931–                          |
| | 22,6                             | Hashimoto (橋本)               | 1908–                          |

Die Keiō Sagamihara-Linie (jap. 京王相模原線, Keiō Sagamihara-sen) ist eine Eisenbahnstrecke auf der japanischen Insel Honshū, die von der Bahngesellschaft Keiō Dentetsu betrieben wird. Sie ist eine Zweigstrecke der Keiō-Linie und verbindet Chōfu in der Präfektur Tokio mit Sagamihara in der Präfektur Kanagawa. Ihr Hauptzweck ist die Erschließung der Tama New Town, einer Planstadt im Tama-Hügelland.

## Streckenbeschreibung
Die 22,6 km lange und durchgehend zweigleisig ausgebaute Strecke ist mit 1500 V Gleichspannung elektrifiziert. Sie bedient zwölf Bahnhöfe, die Höchstgeschwindigkeit beträgt 110 km/h. Wie die überwiegende Mehrzahl der Strecken von Keiō Dentetsu besitzt sie die ungewöhnliche Spurweite von 1372 mm (so genannte „schottische Spur“). Die Präfekturgrenze wird insgesamt fünf Mal überquert.
Östlicher Ausgangspunkt ist der unterirdische Bahnhof Chōfu, wo die Strecke von der Keiō-Linie in Richtung Süden abzweigt. Der Tunnel endet nach knapp einem Kilometer und geht unmittelbar in einen Damm über, der die breite Flussebene des Tama quert. Nach der Überquerung des Flusses wendet sich die Strecke allmählich wieder nach Westen. Im Bahnhof Keiō-Yomiuri-Land besteht Anschluss an den Sky Shuttle, eine Gondelbahn zum Vergnügungspark Yomiuriland. Anschließend wird das Tama-Hügelland erreicht und die Trasse steigt allmählich an, wobei sie dem Misawa-Tal folgt.
Daraufhin erschließt die Strecke die Tama New Town, eine in den 1960er bis 1980er Jahren entstandene Planstadt mit mehr als 200.000 Einwohnern. Unmittelbar beim Bahnhof Wakabadai befindet sich eines der Bahnbetriebswerke der Keiō Dentetsu. Beim 1. Wakadabai-Tunnel beginnt ein rund dreieinhalb Kilometer langer Abschnitt, der im Kotta-Tal parallel zu den Gleisen der Odakyū Tama-Linie der Bahngesellschaft Odakyū Dentetsu verläuft. Aufgrund unterschiedlicher Spurweiten besteht keine Gleisverbindung. Die Parallelführung endet im Bahnhof Tama-Center, dem Mittelpunkt der Siedlung, wo auf die Einschienenbahn Tama umgestiegen werden kann. Weiter geht es in hügeligem Terrain, stets leicht ansteigend, unter einem Golfplatz hindurch und durch den 809 Meter langen Minami-Ōsawa-Tunnel. Schließlich erreicht die Strecke den Hashimoto im Zentrum von Sagamihara.

## Züge

Übersicht des Zugangebots

Das Zugangebot auf der Keiō Sagamihara-Linie ist sehr dicht. Alle Züge verkehren von Shinjuku im Zentrum Tokios über Chōfu nach Hashimoto und zurück. Dabei muss in Chōfu fast nie umgestiegen werden. Shinjuku ist einerseits die stadtseitige Endstation, andererseits werden dort zahlreiche Züge via Neue Keiō-Linie zur Toei Shinjuku-Linie der U-Bahn Tokio durchgebunden. Tagsüber werden sechs bis neun Züge je Stunde angeboten, während der Hauptverkehrszeit bis zu zwölf Züge je Stunde. Neben gewöhnlichen Nahverkehrszügen gibt es sechs Schnell- und Eilzug-Typen mit Halt an unterschiedlich vielen Zwischenbahnhöfen. Nachfolgend eine Übersicht:
■ Keio Liner (京王ライナー)

Auf die Bedürfnisse von Fahrgästen auf langen Distanzen ausgerichtet sind die im Februar 2018 eingeführten Keio Liner. Sie sind die einzigen Züge, für die ein Zuschlag erforderlich ist, verbunden mit einer Sitzplatzreservation. Ab Shinjuku verkehren sie werktags stündlich ab 20:00 Uhr, von Hashimoto zurück nach Shinjuku ab 17:20 Uhr. Unterwegs halten sie nur in Keiō-Nagayama, Tama-Center und Minami-Ōsawa.
Zusätzlich in Keiō-Inadazutsumi (sowie ab Chōfu an unterschiedlichen Bahnhöfen) halten:

■ Tokkyū (特急, engl. Special Express)

■ Juntokkyū (準特急, engl. Semi Special Express)

■ Kyūkō (急行, engl. Semi Special Express)
An allen Bahnhöfen zwischen Hashimoto und Chōfu (sowie ab Chōfu an unterschiedlichen Bahnhöfen) halten:

■ Kukan-kyūkō (区間急行, engl. Semi Express)

■ Kaisoku (快速, engl. Rapid)

■ Kakueki-teisha (各駅停車, engl. Local)

## Geschichte

### Kiestransport und Ausflugsverkehr
Die Bahngesellschaft Keiō Denki Kidō (heutige Keiō Dentetsu) eröffnete am 1. Juni 1916 den ersten eingleisigen Streckenabschnitt der späteren Sagamihara-Linie. Er zweigte im Bahnhof Chōfu ab und führte 1,2 km weit nach Tamagawara (多摩川原, seit 1937 Keiō-Tamagawa genannt) am Nordufer des Flusses Tama. Damals entstanden in der Region mehrere so genannte „Kiesbahnen“, um die Kiesvorkommen entlang der Flussufer abzubauen. Das Große Kantō-Erdbeben von 1923 zerstörte zahlreiche Häuser aus Holz und Ziegeln. Da die Neubauten aus widerstandsfähigerem Zement errichtet wurden, stieg die Nachfrage nach dem Rohstoff Kies enorm an. Die Schäden am Fluss waren schließlich so groß, dass der Kiesabbau am Tama 1964 eingestellt werden musste und seit 1965 komplett verboten ist.
Der Kiestransport auf der kurzen Tamagawa-Zweiglinie war derart umfangreich, dass die Bahngesellschaft am 1. April 1924 ein zweites Gleis in Betrieb nahm. Um auch den Personenverkehr anzukurbeln, eröffnete sie 1927 vor dem Bahnhof Tamagawara den Keiō-Pavillon. Dieser galt damals als einer der besten Vergnügungsparks in der Region Tokio. Von 1933 bis 1936 fanden am Flussufer auch Feuerwerkshows statt. Mit dem Ausbruch des Pazifikkriegs nahm die Zahl der Fahrgäste markant ab und das Gelände diente vorübergehend als Kartoffelacker. Ab 1954 gab es wieder Feuerwerkshows und 1955 wurde am bisherigen Standort ein neuer Vergnügungspark eröffnet (in Betrieb bis 1971). Im Jahr 1956 kam ein kleiner botanischer Garten hinzu, der heutige Keio Floral Garden ANGE. Am 4. August 1963 erhöhte man die Spannung der Oberleitung von 600 auf 1500 V.

### Erschließung der Tama New Town
Nachdem die Regierung 1958 einen ambitionierten Entwicklungsplan für das Tama-Hügelland in Kraft gesetzt hatte, der die Schaffung weitläufiger Wohn- und Industrieareale zur Entlastung Tokios vorsah, bildeten mehrere Gemeinden um Sagamihara einen Interessenverband. Dieser setzte sich bei Keiō energisch für den Bau einer Bahnstrecke ein. Die Bahngesellschaft reichte 1963 ein Konzessionsgesuch für die Verlängerung der seit fast einem halben Jahrhundert bestehenden Tamagawa-Zweiglinie ein. Sie sollte mitten durch die Tama New Town führen, eine damals noch im Projektstadium befindliche Planstadt für mehr als 200.000 Einwohner. Auch die Odakyū Dentetsu strebte danach, das Gebiet zu erschließen. Das Verkehrsministerium achtete sorgfältig darauf, dass die geplanten Strecken von Keiō und Odakyū sich gegenseitig möglichst wenig Konkurrenz machten und vergab die Konzessionen entsprechend. Beide Unternehmen einigten sich darauf, ihre Strecken im Zentrum von Tama etwa dreieinhalb Kilometer weit parallel zu führen, um den Landverbrauch zu minimieren.
Die Bauarbeiten an der Verlängerung begannen 1968 und am 1. April 1971 ging der 2,7 km lange Abschnitt zwischen Keiō-Tamagawa und Keiō-Yomiuri-Land in Betrieb. Am selben Tag erhielt die Tamagawa-Zweiglinie die neue Bezeichnung Sagamihara-Linie. Der Weiterbau verzögerte sich, da die Kapazität auf der anschließenden Keiō-Linie nach Shinjuku während der Hauptverkehrszeit noch nicht ausreichend war. Die neu zugezogenen Einwohner mussten eine Zeitlang per Bus zu den nächstgelegenen bestehenden Bahnhöfen fahren, was recht umständlich war. Keiō hatte auch Liquiditätsprobleme, da die Gewinne aus Grundstückserschließungen an anderen Orten nicht ausreichten, um die Baukosten vollständig selbst zu tragen. Aus demselben Grund stellte auch Odakyū die Arbeiten an der Tama-Linie vorübergehend ein. Beide Unternehmen ersuchten daraufhin die Regierung um Unterstützung.
1972 wies die Regierung die staatliche Japan Railway Construction Public Corporation (JRCPC) an, auch den Neubau von Strecken vorzufinanzieren, die nicht der Japanischen Staatsbahn gehörten. Die Privatbahnen als Betreiber hatten daraufhin 25 Jahre lang Zeit, die Infrastrukturkosten zurückzuzahlen. Am 18. Oktober 1974 erfolgte die Inbetriebnahme des Abschnitts zwischen Keiō-Yomiuri-Land und Tama-Center. Ein halbes Jahr später reichte auch die Tama-Linie dorthin. In den ersten Jahren blieb die Zahl der Reisenden deutlich unter den Erwartungen. Grund dafür war die Ölpreiskrise von 1973, die zu einer deutlichen Abkühlung des überhitzten Immobilienmarktes und somit zu einer vorübergehend stark gesunkenen Nachfrage nach neuen Wohnungen führte.

### Verlängerung nach Hashimoto

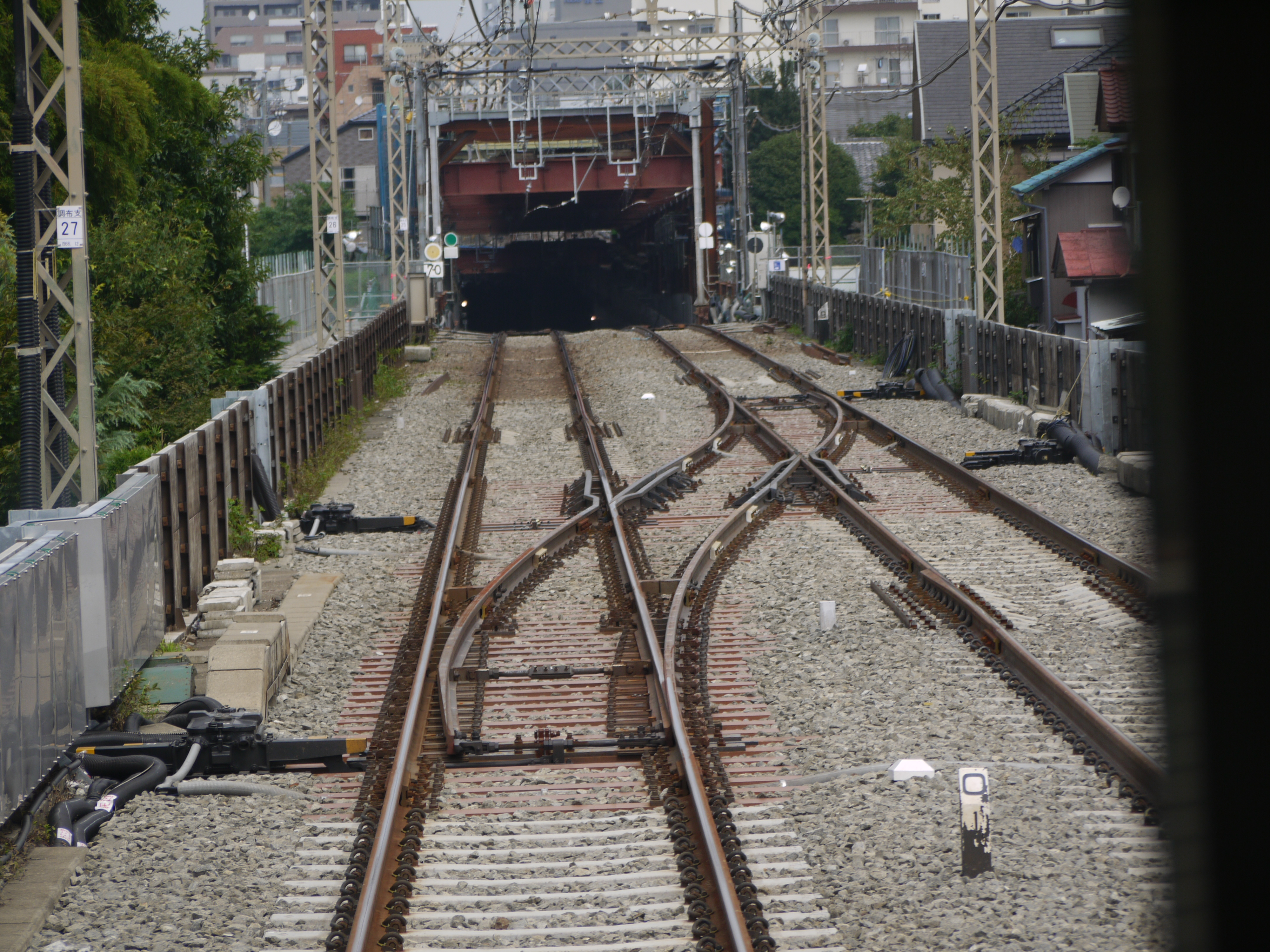
Tunnelportal in Chōfu

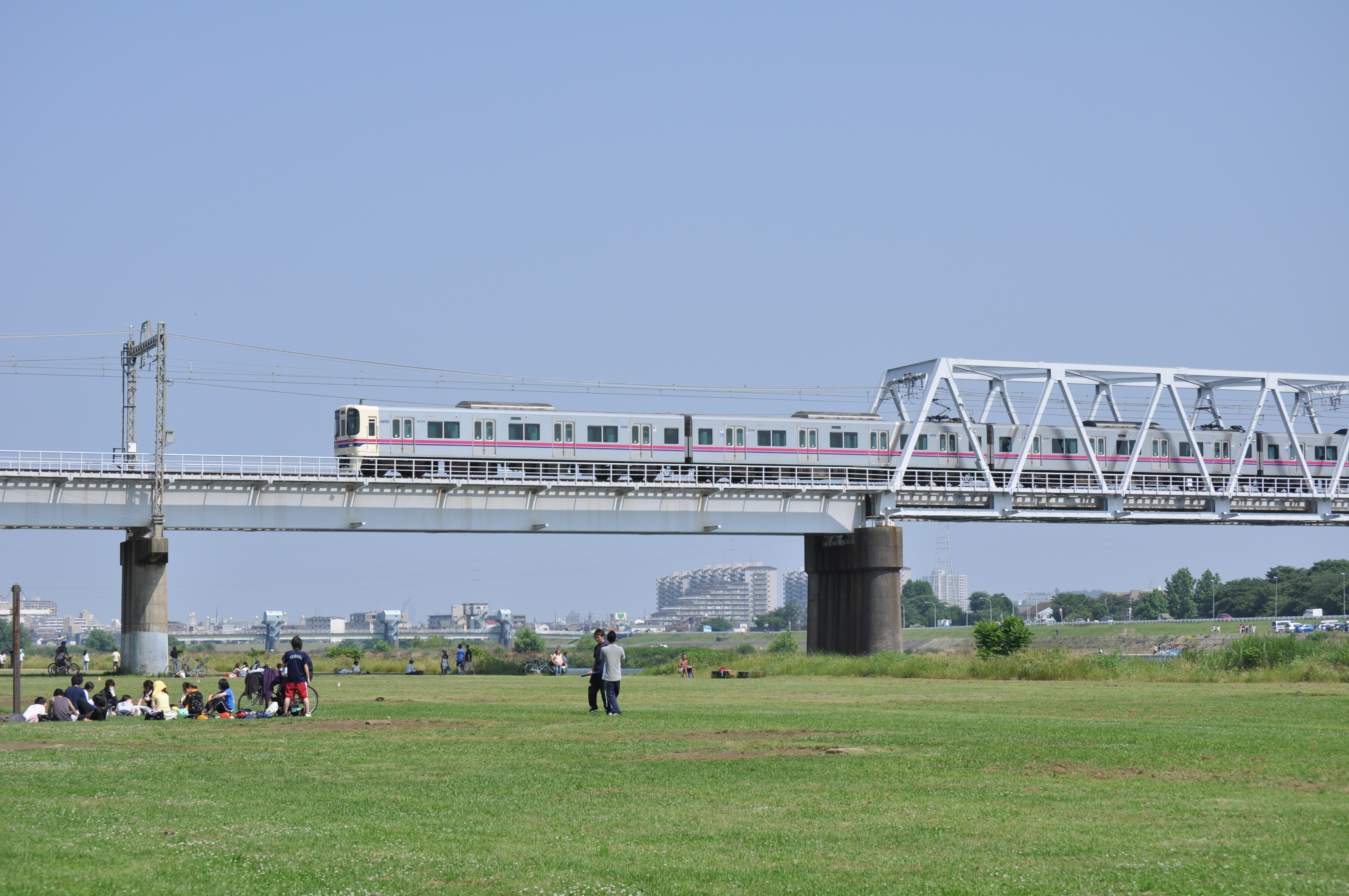
Brücke über den Tama

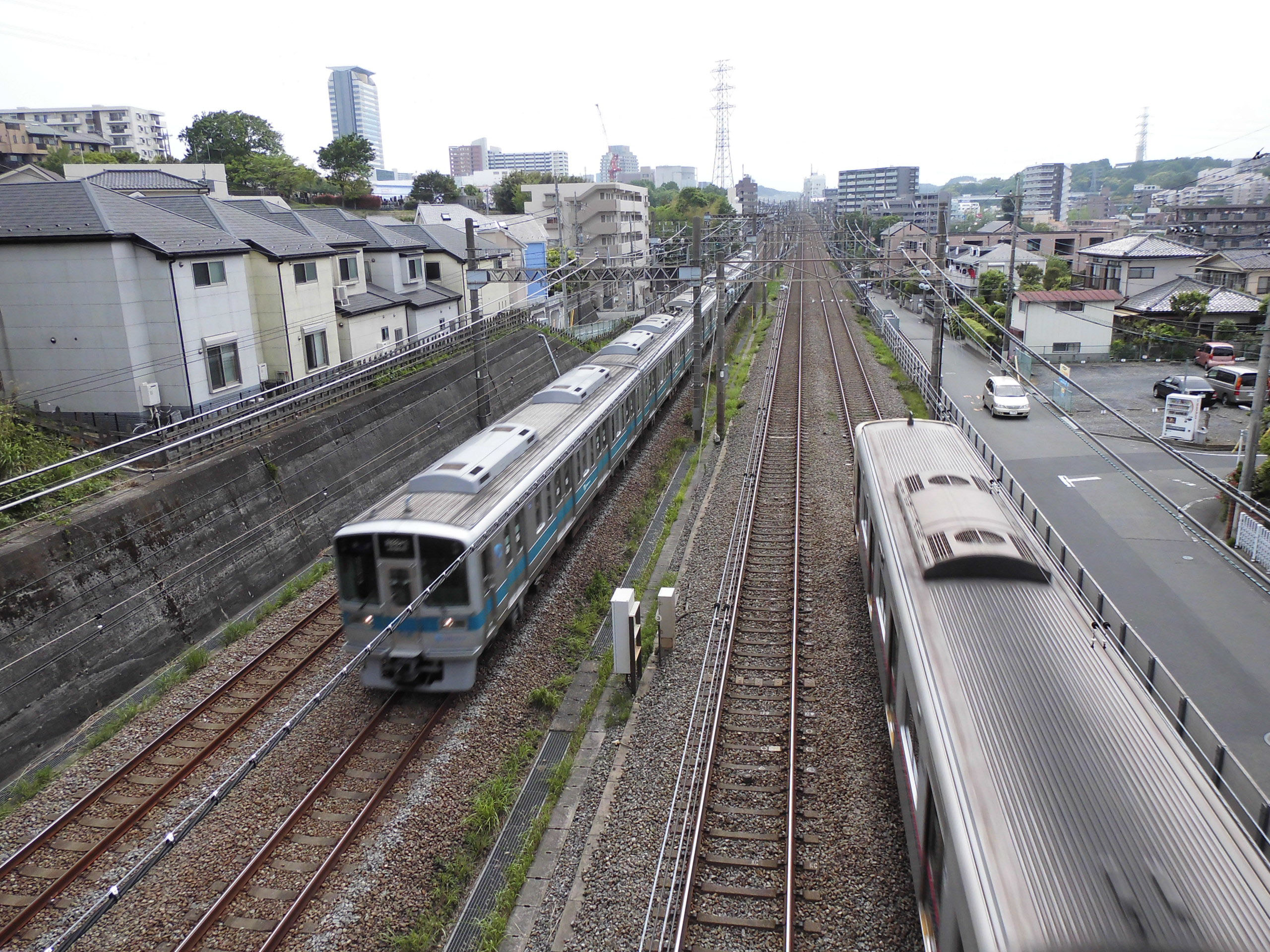
Parallelführung mit der Tama-Linie von Odakyū (links)

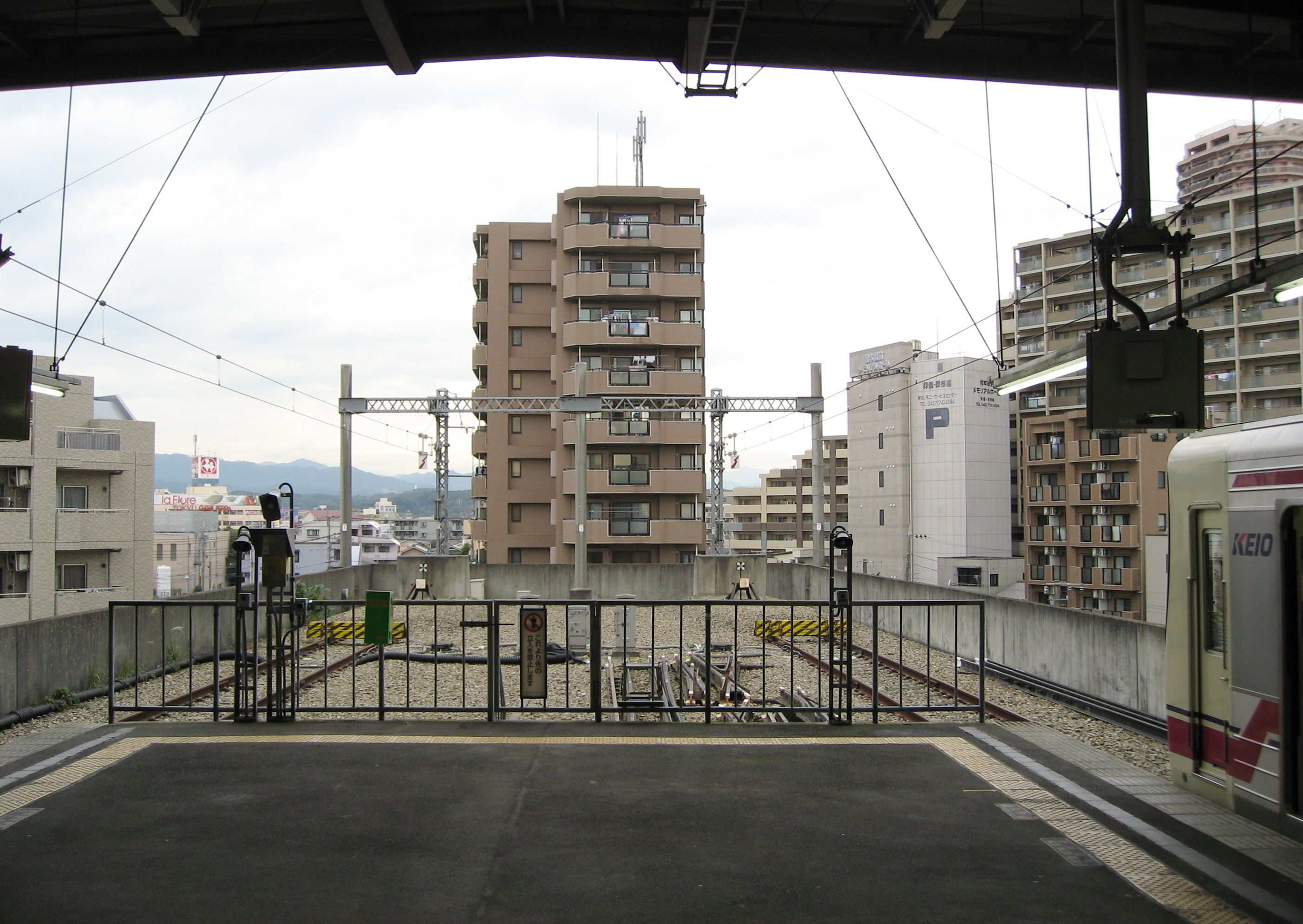
Streckenende in Hashimoto

Nach der Überwindung der Krise expandierte Tama New Town weiter nach Westen, wobei die Einwohnerzahl 1980 die Marke von 60.000 überschritt und 1987 bereits mehr als 100.000 betrug. 1983 begannen deshalb Planungen für die Verlängerung der Strecke zum bereits bestehenden Bahnhof Hashimoto der Bahngesellschaft JR East. Als problematisch erwies sich dabei die Durchquerung des Golfplatzes Fuchū Country Club, wo zwischen dem 13. und 14. Loch ein Tunnelportal geplant war. Nach zähen Verhandlungen verpflichtete sich Keiō zu einer Planänderung und der Verlegung des Tunnelportals. Der Golfclub erhielt eine Entschädigung von 1,088 Milliarden Yen (mehr als das Doppelte des ursprünglichen Angebots), einerseits zur Finanzierung der aufwändigen Umgestaltung des betroffenen Golfplatzteils, andererseits als Entschädigung für den Verdienstausfall während der Teilschließung.
Es war geplant, die Gesamtstrecke im März 1987 in Betrieb zu nehmen. Verzögerungen beim Grundstückserwerb führten aber dazu, dass der Termin nicht eingehalten werden konnte. Mehrere Grundeigentümer in der Nähe des Bahnhofs Hashimoto weigerten sich hartnäckig, ihre Parzellen zu verkaufen. Keiō sah sich deshalb gezwungen, ein Enteignungsverfahren einzuleiten. Das Teilstück zwischen Tama-Center und Minami-Ōsawa wurde am 21. Mai 1988 eröffnet, am 30. März 1990 auch die restliche Strecke bis Hashimoto. In den folgenden sieben Jahren verdoppelte sich die Zahl der Fahrgäste ab Hashimoto. Der Abschnitt zwischen Chōfu und Keiō-Tamagawa wurde am 19. August 2012 in einen Tunnel verlegt.

## Liste der Bahnhöfe
To = Tokkyū (Special Express); Ju = Juntokkyū (Semi Special Express); Ky = Kyūkō (Express); KL = Keio Liner 
| Name | Name                                   | km   | To | Ju | Ky | KL | Anschlusslinien                        | Lage   | Ort               | Präfektur |
| ---- | -------------------------------------- | ---- | -- | -- | -- | -- | -------------------------------------- | ------ | ----------------- | --------- |
| KO18 | Chōfu (調布)                           | 00,0 | ●  | ●  | ●  | ǀ  | Keiō-Linie                             | Koord. | Chōfu             | Tokio     |
| KO35 | Keiō-Tamagawa (京王多摩川)             | 01,2 | ǀ  | ǀ  | ǀ  | ǀ  |                                        | Koord. | Chōfu             | Tokio     |
| KO36 | Keiō-Inadazutsumi (京王稲田堤)         | 02,5 | ●  | ●  | ●  | ǀ  |                                        | Koord. | Tama-ku, Kawasaki | Kanagawa  |
| KO37 | Keiō-Yomiuri-Land (京王よみうりランド) | 03,9 | ǀ  | ǀ  | ǀ  | ǀ  | Sky Shuttle                            | Koord. | Inagi             | Tokio     |
| KO38 | Inagi (稲城)                           | 05,5 | ǀ  | ǀ  | ǀ  | ǀ  |                                        | Koord. | Inagi             | Tokio     |
| KO39 | Wakabadai (若葉台)                     | 08,8 | ǀ  | ǀ  | ǀ  | ǀ  |                                        | Koord. | Asao-ku, Kawasaki | Kanagawa  |
| KO40 | Keiō-Nagayama (京王永山)               | 11,4 | ●  | ●  | ●  | ●  |                                        | Koord. | Tama              | Tokio     |
| KO41 | Tama-Center (多摩センター)             | 13,7 | ●  | ●  | ●  | ●  | Odakyū Tama-Linie Einschienenbahn Tama | Koord. | Tama              | Tokio     |
| KO42 | Keiō-Horinouchi (京王堀之内)           | 16,0 | ǀ  | ǀ  | ǀ  | ǀ  |                                        | Koord. | Hachiōji          | Tokio     |
| KO43 | Minami-Ōsawa (南大沢)                  | 18,2 | ●  | ●  | ●  | ●  |                                        | Koord. | Hachiōji          | Tokio     |
| KO44 | Tamasakai (多摩境)                     | 20,1 | ǀ  | ǀ  | ǀ  | ǀ  |                                        | Koord. | Machida           | Tokio     |
| KO45 | Hashimoto (橋本)                       | 22,6 | ●  | ●  | ●  | ●  | Sagami-Linie Yokohama-Linie            | Koord. | Sagamihara        | Kanagawa  |